# Paspalum usteri
Paspalum usteri är en gräsart som beskrevs av Eduard Hackel. Paspalum usteri ingår i släktet tvillinghirser, och familjen gräs. Inga underarter finns listade i Catalogue of Life.